# Museo Numismático de Lovios
El Museo Numismático ubicado en el municipio orensano de Lovios es una exposición permanente de monedas gallegas promovida por el numismático natural de ese pueblo Jaime Paz Bernardo, que se inauguró en 1996.
La sede del museo se encuentra en el edificio del Ayuntamiento y su horario de visita es de lunes a viernes, de 9 a 14 horas.

## Historia
La idea de crear un museo especializado en monedas gallegas se le ocurrió en 1993 a Jaime Paz Bernardo, un numismático profesional originario de Quintela, en Lovios, y luego residente en Cataluña. Paz se centró en tales monedas, no solo como coleccionista sino también como comerciante, en su establecimiento comercial en Barcelona.
Con el apoyo inicial del entonces alcalde Antonio Ferreira López, continuado por su sucesor Benito Vázquez Vázquez, el 30 de julio de 1996 tuvo lugar la inauguración del museo, de la mano del presidente de la Junta de Galicia, Manuel Fraga Iribarne.
En el mismo año de su inauguración, el museo recibió el premio Excelente Numismática 1996, otorgado por la Asociación Española de Numismática.
En los últimos años, las disputas entre la familia del fundador desaparecido (representada por su hijo, del mismo nombre) y el Ayuntamiento liderado por María del Carmen Yáñez, debido al posible incumplimiento del contrato de asignación y las deficiencias en el mantenimiento de las partes, han llevado a que se considerase la posibilidad de trasladar la colección a otra localidad.

## Fondos

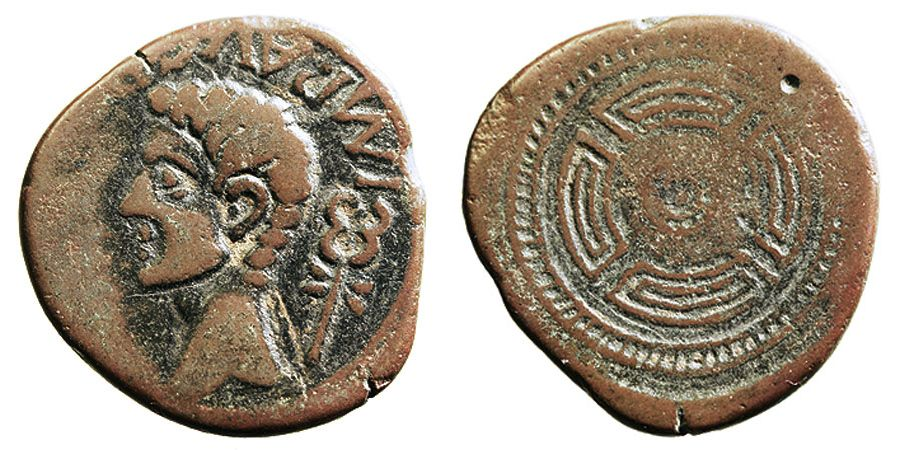
As de Octavio Augusto acuñado en Lucus Augusti ca. 25 a. C., durante las Guerras cántabras.

El Museo Numismático Lovios alberga una colección ordenada cronológicamente de monedas acuñadas, usadas o relacionadas con Galicia, desde la Antigüedad hasta la Edad Moderna, dispuestas en paneles y acompañadas de tarjetas didácticas en las que se describen y contextualizan las piezas.
Es para enfatizar la presencia de una unidad del as acuñado de Octavio Augusto en Lucus Augusti  hacia el 25 a. C., en el contexto de las Guerras Cántabras, considerada como la primera moneda acuñada en Galicia. Desde la época medieval, destacan piezas como un dinero de vellón acuñado en Santiago de Compostela por Alfonso IX de León, o cuatro maravedís de la Real Casa de la Moneda de La Coruña a nombre de los Reyes Católicos. Es de indicar, también, la importante representación de monedas de la Casa de Moneda de Jubia, ya del siglo XIX.